# Trenton Hassell
Trenton Lavar Hassell (nacido el 4 de marzo de 1979 en Clarksville, Tennessee) es un exjugador de baloncesto estadounidense que jugó ocho temporadas en la NBA.
Con 1,96 metros de altura, jugaba en la posición de alero.

## Carrera

### Universidad
Hassell jugó tres temporadas con los Governors de la Universidad de Austin Peay State, donde promedió 19.4 puntos por partido y anotó 122 triples, siendo nombrado All-America en su año sénior. Esa campaña, sus promedios fueron de 21.7 puntos (13º en la nación) con un 48.5% en tiros de campo y 39% en tiros de tres. En sus tres temporadas en Austin Peay, fue seleccionado en el mejor quinteto de su conferencia.

### NBA
Fue seleccionado por Chicago Bulls en la 30.ª posición del Draft de la NBA de 2001. En su primera temporada en la NBA jugó 78 partidos, apareciendo en 47 en el quinteto titular, y promediando 8.7 puntos, 3.3 rebotes y 2.2 asistencias por noche (de titular, sus promedios fueron de 10.6 puntos y 4.1 rebotes). Finalizó décimo en anotación de rookies, tercero en porcentaje de triples, séptimo en porcentaje de tiros de campo y sexto en minutos. En su segunda campaña en los Bulls se convirtió en un jugador importante en el equipo, jugando los 82 partidos de la temporada regular, 53 de titular, y promediando 4.2 puntos, 3.1 rebotes y 1.8 asistencias en 24.4 minutos de juego. 
Tras dos temporadas en Chicago, fichó por Minnesota Timberwolves, donde su defensa le ha convertido en titular en los cuatro años que lleva en la franquicia. Su mejor campaña ha sido la de 2005-06, firmando 9.2 puntos y 2.8 rebotes en 77 partidos, 67 de ellos de inicio. 
El 29 de septiembre de 2007, los Timberwolves enviaron a Hassell a Dallas Mavericks a cambio de Greg Buckner. Sin embargo, el 19 de febrero de 2008 fue traspasado a New Jersey Nets junto con Devin Harris, Maurice Ager, DeSagana Diop, Keith Van Horn y las elecciones de primera ronda de los drafts de 2008 y 2010, a cambio de Jason Kidd, Antoine Wright y Malik Allen.

## Estadísticas de su carrera en la NBA

### Temporada regular
| Año     | Equipo     | PJ  | PT  | MPP  | %TC  | %3P  | %TL  | RPP | APP | ROB | TPP | PPP |
| ------- | ---------- | --- | --- | ---- | ---- | ---- | ---- | --- | --- | --- | --- | --- |
| 2001–02 | Chicago    | 78  | 47  | 28.7 | .425 | .364 | .763 | 3.3 | 2.2 | .7  | .6  | 8.7 |
| 2002–03 | Chicago    | 82  | 53  | 24.4 | .367 | .325 | .745 | 3.1 | 1.8 | .6  | .7  | 4.2 |
| 2003–04 | Minnesota  | 81  | 74  | 28.0 | .465 | .308 | .787 | 3.2 | 1.6 | .4  | .7  | 5.0 |
| 2004–05 | Minnesota  | 82  | 51  | 25.2 | .474 | .091 | .789 | 2.7 | 1.6 | .4  | .4  | 6.6 |
| 2005–06 | Minnesota  | 77  | 67  | 32.6 | .464 | .304 | .744 | 2.8 | 2.6 | .6  | .4  | 9.2 |
| 2006–07 | Minnesota  | 76  | 68  | 29.3 | .490 | .240 | .783 | 3.2 | 2.7 | .3  | .3  | 6.7 |
| 2007–08 | Dallas     | 37  | 6   | 12.5 | .463 | .250 | .500 | 1.2 | .7  | .2  | .0  | 2.1 |
| 2007–08 | New Jersey | 26  | 0   | 11.9 | .364 | .200 | .750 | 1.5 | .6  | .2  | .1  | 1.8 |
| 2008–09 | New Jersey | 53  | 31  | 20.6 | .450 | .250 | .800 | 2.8 | 1.0 | .4  | .3  | 3.7 |
| 2009–10 | New Jersey | 52  | 31  | 21.3 | .411 | .000 | .754 | 2.9 | 1.0 | .3  | .2  | 4.5 |
| Total   | Total      | 644 | 428 | 25.3 | .445 | .318 | .765 | 2.8 | 1.8 | .4  | .4  | 5.8 |

### Playoffs
| Año   | Equipo    | PJ | PT | MPP  | %TC  | %3P  | %TL  | RPP | APP | ROB | TPP | PPP |
| ----- | --------- | -- | -- | ---- | ---- | ---- | ---- | --- | --- | --- | --- | --- |
| 2004  | Minnesota | 18 | 18 | 26.2 | .521 | .500 | .813 | 2.4 | 1.5 | .6  | .4  | 7.7 |
| Total | Total     | 18 | 18 | 26.2 | .521 | .500 | .813 | 2.4 | 1.5 | .6  | .4  | 7.7 |

## Vida personal
Hassell fue compañero de Shawn Marion en el Instituto Clarksville.